# Football Alliance
La Football Alliance fue una liga de fútbol en Inglaterra que funcionó durante tres temporadas, de 1889-90 a 1891-92. La competición funcionó de manera paralela a la Football League como primer nivel del fútbol inglés, aunque sus campeones no son reconocidos como campeones de Inglaterra. En 1892 se integró en la Football League como segundo nivel de esta, creando la First División y la Second División.

## Historia
La Football Alliance estaba formada por 12 clubes así como su rival la Football League, que había comenzado en la temporada 1888-89, también contaba con 12 clubes. La Alliance cubría un área similar que la League, comprendiendo los Midlands y el Noroeste así como Sheffield, Grimsby y Sunderland. Algunos clubes que fundaron la Alliance habían jugado en The Combination, pero esa liga desapareció como resultado de la mala organización. El presidente de la Football Alliance fue John Holmes, también presidente de The Wednesday que fue el primer campeón ganando 15 partidos de 22. Al final de la primera temporada de la Alliance, cuando el Stoke no fue reelegido en la Football League, la Alliance lo aceptó como nuevo miembro. El año siguiente, Stoke y Darwen, otro club de la Alliance, fueron aceptados en la League, pasando a componer esta 14 clubes.
En 1892 se decidió fusionar ambas ligas, dando lugar a la Football League Second Division, en la que participaron la mayoría de los clubes de la Football Alliance. Los clubes que ya participaban en la League, más los tres equipos más fuertes de la Alliance, formaron la Football League First Division.

## Clubes miembros
Los nueve clubes fundadores (ocho en negrita en la tabla siguiente) decidieron originalmente formar la Football Alliance, originalmente bajo el nombre de Northern Counties League, y consideró las solicitudes de 6 clubes para llenar los tres lugares restantes. Crewe Alexandra, Nottingham Forest y Walsall Town Swifts fueron elegidos en la votación, quedando fuera el Long Eaton Rangers, Halliwell y el Witton AFC.
| Club                   | Admitido | Resignado |
| ---------------------- | -------- | --------- |
| Ardwick AFC            | 1891     | 1892(2)   |
| Birmingham St George's | 1889     | 1892      |
| Bootle                 | 1889     | 1892(2)   |
| Burton Swifts          | 1891     | 1892(2)   |
| Crewe Alexandra        | 1889     | 1892(2)   |
| Darwen                 | 1889     | 1891(1)   |
| Grimsby Town           | 1889     | 1892(2)   |
| Lincoln City           | 1891     | 1892(2)   |
| Long Eaton Rangers     | 1889     | 1890      |
| Newton Heath           | 1889     | 1892(1)   |
| Nottingham Forest      | 1889     | 1892(1)   |
| Small Heath            | 1889     | 1892(2)   |
| Stoke                  | 1890     | 1891(1)   |
| Sunderland Albion      | 1889     | 1891      |
| The Wednesday          | 1889     | 1892(1)   |
| Walsall Town Swifts    | 1889     | 1892(2)   |

Notas